# Palmarito Tochapan
Palmarito Tochapan es una comunidad ubicada en la parte centro este del estado de Puebla, México.

## Toponimia
Palmarito Tochapan, de acuerdo a las dicciones del Náhuatl, se deriva de palma: palmas y la terminación rito: fértil. De esto modo, Palmarito puede referirse al “Lugar de Palmas y Tierra Fértil”. A su vez, Tochapan también se deriva de los mismos vocablos en náhuatl, tochtli: conejo, Atl: agua y la posposición -pan: en, dentro, durante, por o sobre; lo cual puede definirse como “Entre el Agua y los Conejos”, que sería el toponímico del ojo de agua de hace algunos años atrás, donde los conejos salían a tomar agua,  así como la vegetación de las palmas típicas del lugar.

## Fundación

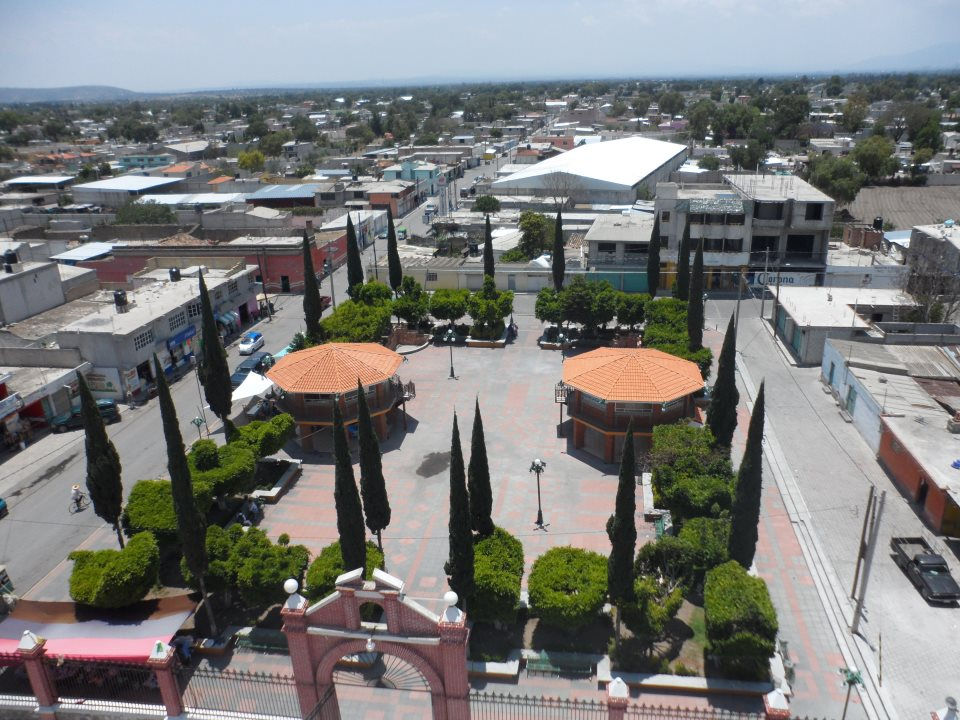
Vista panorámica del antiguo zócalo de Palmarito Tochapan, actualmente convertido en patio atrial.

La actual Villa de Palmarito Tochapan fue fundada en el período que va de 1750 a 1800.

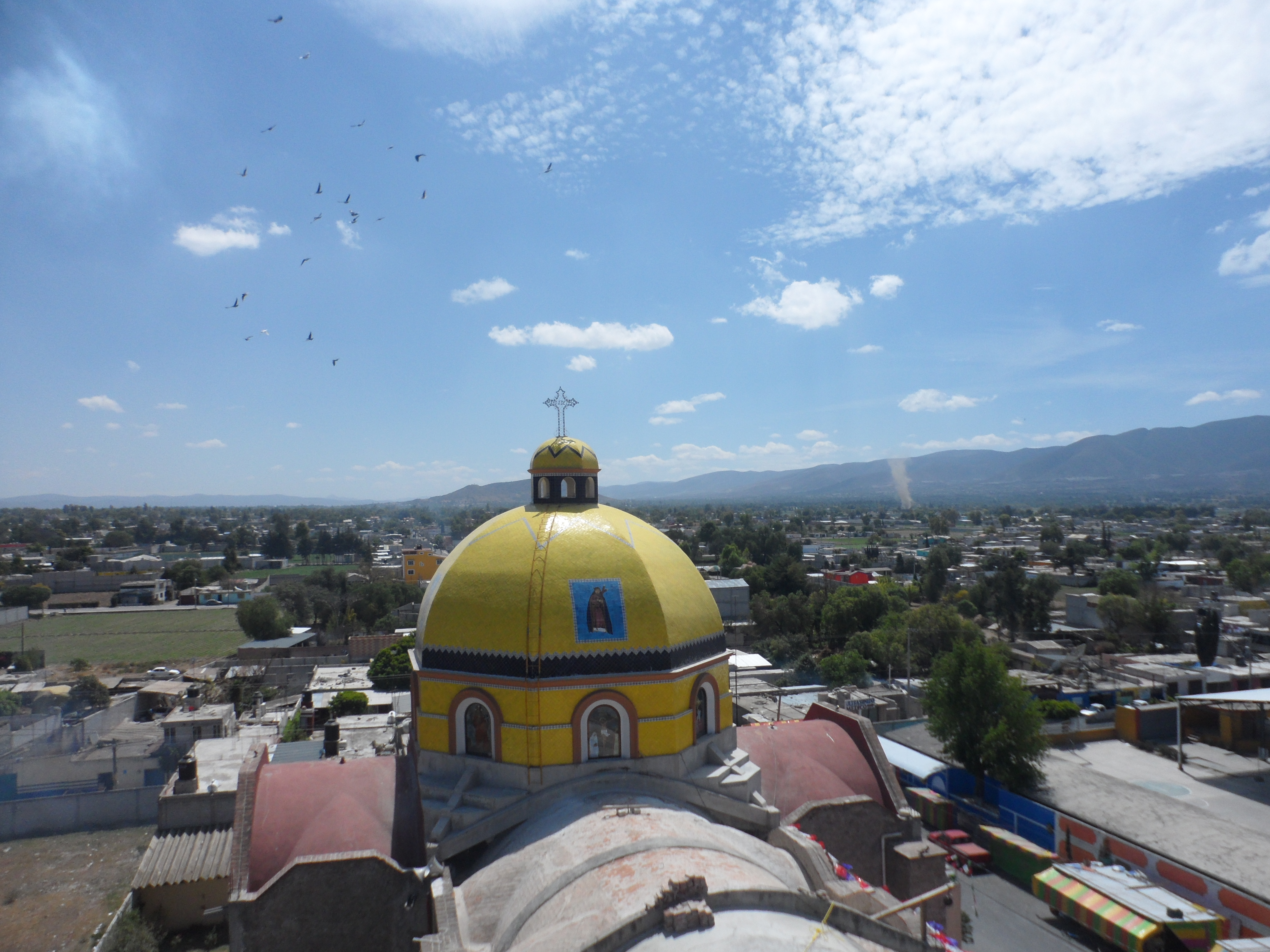
Cúpula central del templo Jesús de las Maravillas de Palmarito Tochapan

## Ubicación geográfica
Palmarito Tochapan se ubica en la parte centro este del estado de Puebla, cuyas coordenadas geográficas son los paralelos entre los 18°, 54’ y 12” y 19°, 9’ y 18” de latitud norte. Sus meridianos extremos son 97°; 38’, 08” y 61°, 66’ y 7” de longitud occidental, respectivamente. Pertenece a la cabecera municipal de Quecholac, ubicada a unos siete kilómetros de distancia, aproximadamente.

Los límites correspondientes en relación con las poblaciones del mismo municipio a excepción de una sola población: al este, Guadalupe Enríquez, al Sureste J. Nazareno, y el municipio de Palmar de Bravo. Al sur, C. Froylán Manjarrez, al este, San José Tuzuapan, al noroeste Quecholac y, al norte San Bartolomé Coscomaya. 

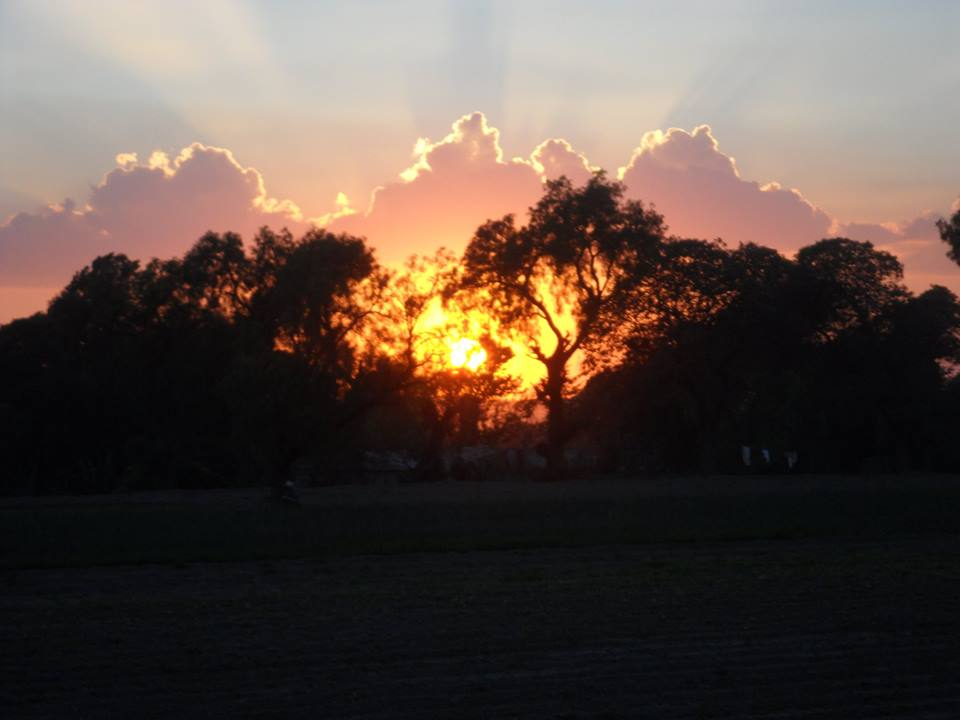
Puesta del sol o crepúsculo en el valle de Tochapan.

## Orografía

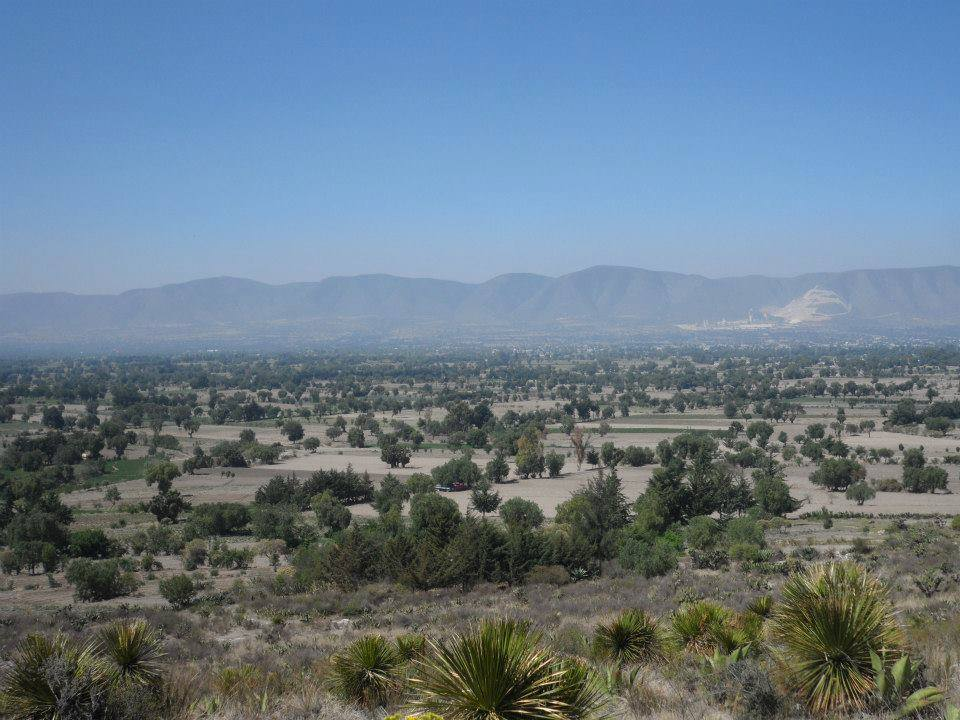
Orografía compuesta por La Cumbre, Rincón Grande, La Tranca y la loma Cruz Blanca, los cuales están próximos entre sí.

Está constituido bajo un relieve más o menos plano con un ligero declive este-oeste, ya que está en uno de los valles formados por la Sierra del Monumento y la de Tecamachalco, cuya altitud promedio es de 2, 270 metros sobre el nivel del mar. Presenta una topografía montañosa al noroeste, la constituyen las secciones de La Larga Sierra que, por lo general, se extienden desde Palmar de Bravo y culminan en Mazapiltepec de Juárez, superando incluso hasta los 500 metros de altura, en cuyos rasgos morfológicos destaca La Cumbre, Rincón Grande, La Tranca y la Loma Cruz Blanca. Siguiendo hacia el sur, se alzan las últimas estribaciones nororientales, paralelas a la anterior, que pertenecen a la Sierra de Soltepec, sus cimas son menos elevadas, alcanzan hasta los 400 metros de altura, que conforman los cerros de La Noria y el cerro de San José.

## Hidrografía
La mayor parte del agua subterránea de Palmarito Tochapan, es producto de la infiltración de las aguas superficiales, así como de pozos profundos, que dan como resultado una fuente principal de abastecimiento de agua potable y, sin embargo, la geohidrilogía de estas áreas se encuentra en la actualidad, subexplotada, puesto que su capacidad de carga tiene una mayor relatividad al aumento generalizado que la de extracción. Así, entonces, la Comisión Nacional de Agua (CNA) que tiene como misión principal, el control y manejo así como reglamentar la extracción del agua subterránea, a través del decreto de zona de vedas, que regulan, la extracción del agua subterránea y, por consiguiente, la perforación de pozos.
Los pozos profundos, por lo tanto, fueron utilizados para obtener agua, satisfaciendo algunas de las necesidades domésticas cotidianas de nuestros antepasados. Durante los últimos años se han construido modernos sistemas de riego que forman parte de numerosas corrientes acuíferas procedentes de aguas subterráneas hidrográficas. Numerosos depósitos de agua han sido instalados con el afán de beneficiar la tecnificación de productos agrícolas.
Hace unos siglos atrás, al oriente de Palmarito Tochapan, existió un arroyo lacustre conocido como "ojo de agua" que permitió el desarrollo agrícola de la población.

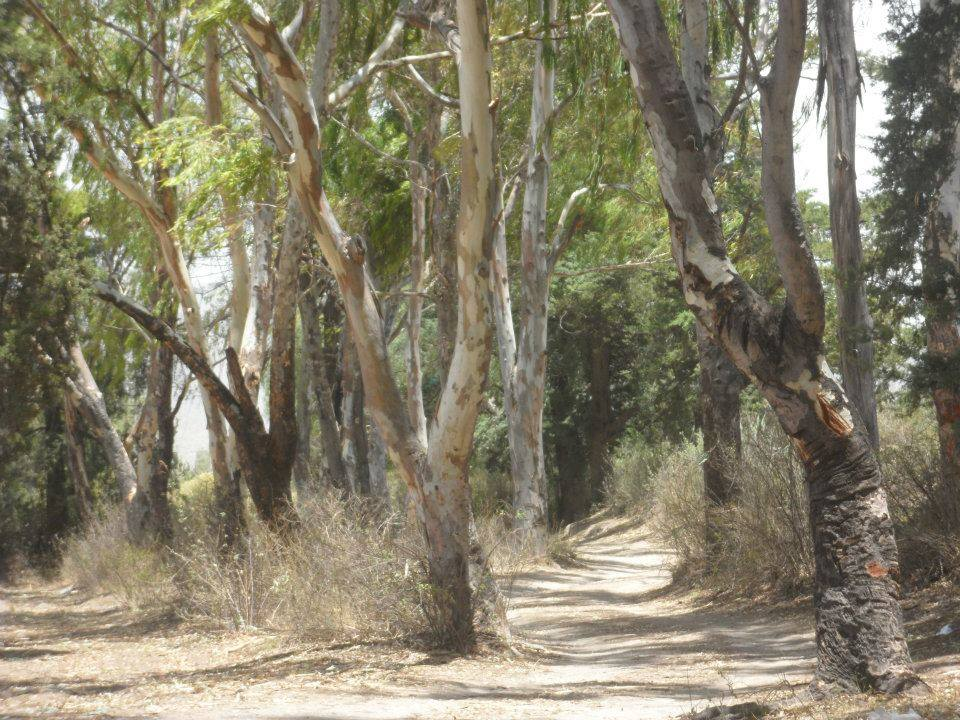
Paraje de una de las reservas naturales de Palmarito Tochapan, ideal para acampar, ir de paseo o simplemente disfrutar un día de campo con la familia.

## Clima
El clima predominante es templado subhúmedo (Cw). Se caracteriza, principalmente, por las copiosas lluvias de verano, provocadas por los vientos húmedos del este, cuyas temperaturas descienden a los 12 °C y los 18 °C en promedio. Durante el otoño y el invierno, las temperaturas van desde los 3 °C durante el día a los 0 °C en las noches y, como consecuencia, la media máxima oscila entre los 21 °C y los 24 °C que, durante el invierno cae en un descenso de las temperaturas más bajas produciendo intensas heladas con mayor presión, así como heladas negras por las noches. El mes más cálido es abril, cuando la temperatura promedio es de 24 °C, y el más frío es enero, a 16 °C. promedio anual promedio es de 1.098 milímetros. El mes lluvioso es junio, con un promedio de lluvia de 251 mm , y el más seco es enero, con 14 mm de lluvia. 

## Suelo

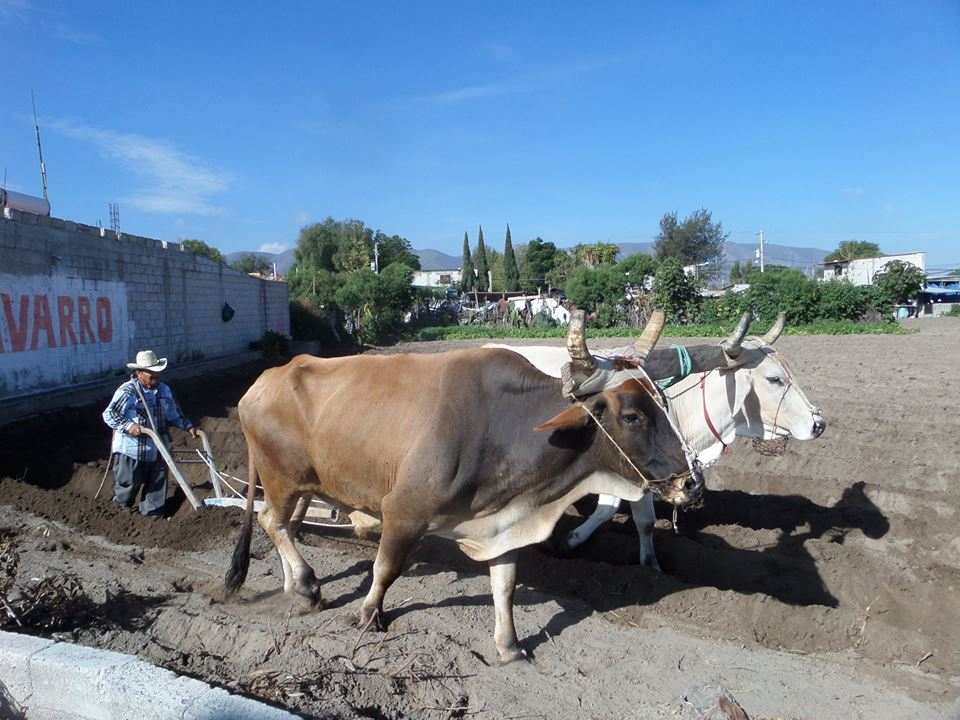
Yunta de bueyes unidos mediante un yugo cornal que, junto al labrador, ejecutan la ardua labor de la tierra para su respectiva siembra, el timón del arado siguen el rito común hasta nuestros días.

Presenta suelos complejos que, entre su composición volumétrica aproximada es de 45, 5, 25 y 29%, respectivamente. Por su extensión territorial destacan tres tipos de suelo: Feozem, Litosol y Xerosol. Difieren, entre los rasgos morfológicos más superficiales de la litosfera, debido a la vegetación que le precede y la que sigue.

## Flora y Fauna
La flora está constituida por una región natural en la que predominan algunos árboles de coníferas de hojas caducas como abetos, robles, ciprés y encinos que a su vez se alternan con árboles de follaje perenne como cedro blanco, sabino, pino ocote y varios tipos de pinos. Por las zonas áridas crecen pastizales un tanto ralos, zacatales y plantas espinosas provistas de diferentes especies arbustivas y xerófilas como lechuguilla, gobernadora, candelilla y garambullo; cactáceas como biznaga, órgano y nopal.
La Flora de Palmarito la constituyen una diversidad de plantas curativas y aromáticas como poleo, gordolobo, la mejorana del país, el árnica y la salvia, entre otras. La vegetación se compone también de árboles frutales como capulín, duraznos, chabacanos, higos y brevas.

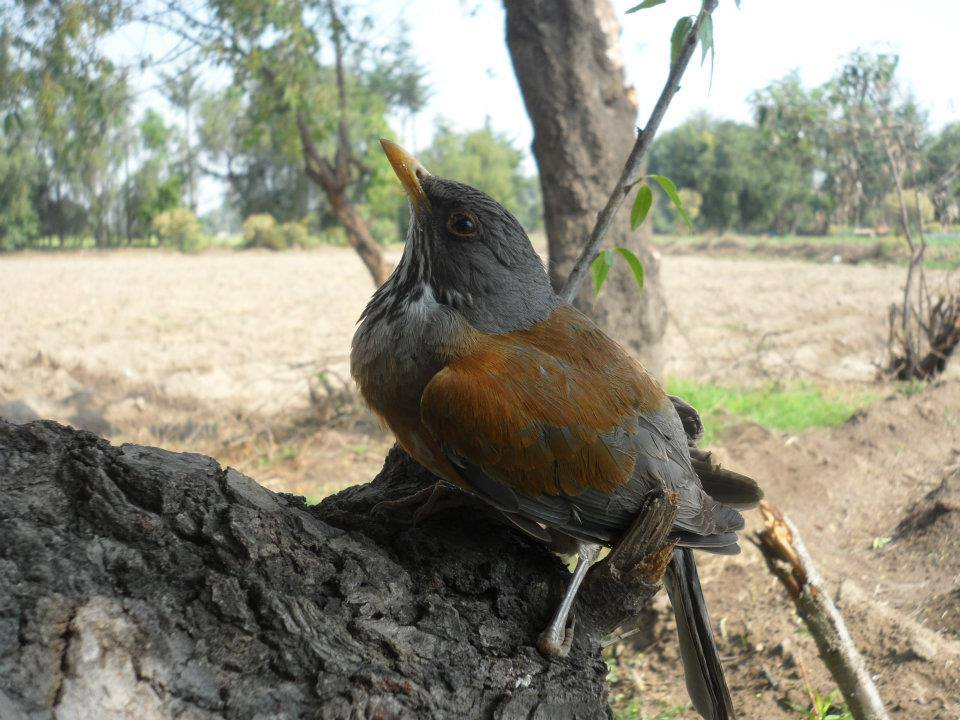
Mirlo primavera, también conocido como zorzal robín, es una de las aves que forman parte de la fauna típica de nuestro Palmarito Tochapan.

Entre la fauna que caracteriza las zonas semiáridas, la constituyen algunos correcaminos que, por lo general, su hábitat se restringe en las zonas áridas de la población, abiertas y con abundantes arbustos. Así como matorrales, huizaches y mezquite. Alacranes, murciélagos, escarabajo, entre otros y diversas serpientes como la de cascabel y la chirrionera o chicotera. Entre la fauna nocturna se encuentran búhos y lechuzas.

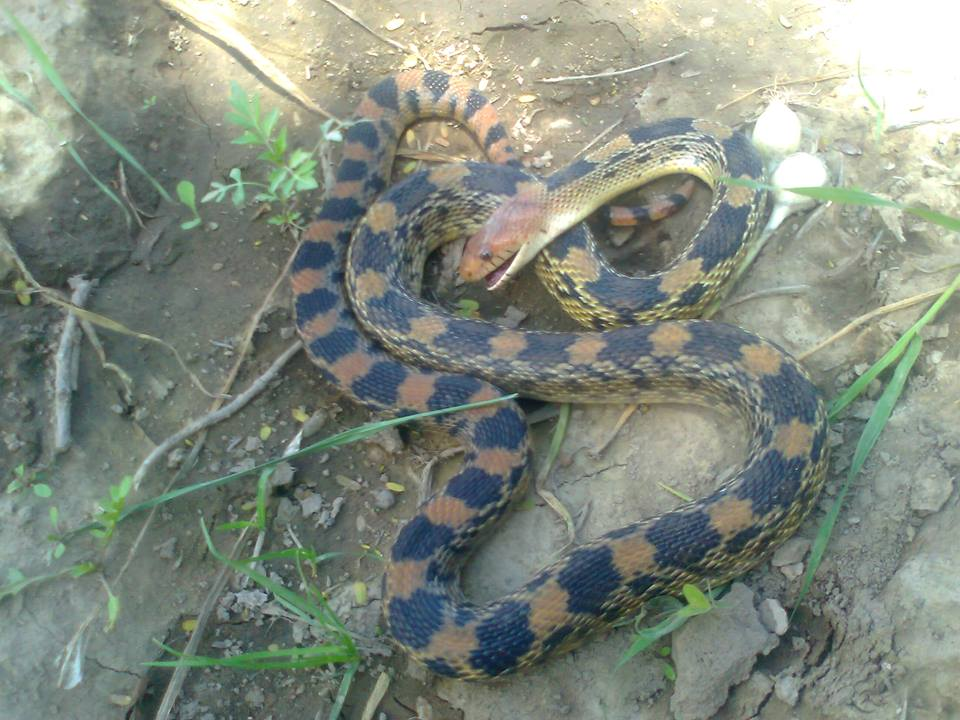
Fauna típica de Palmarito, donde habitan víboras de diferentes especies, como la cascabel y la chirrionera o chicotera.

## Fiestas Populares y Patronales

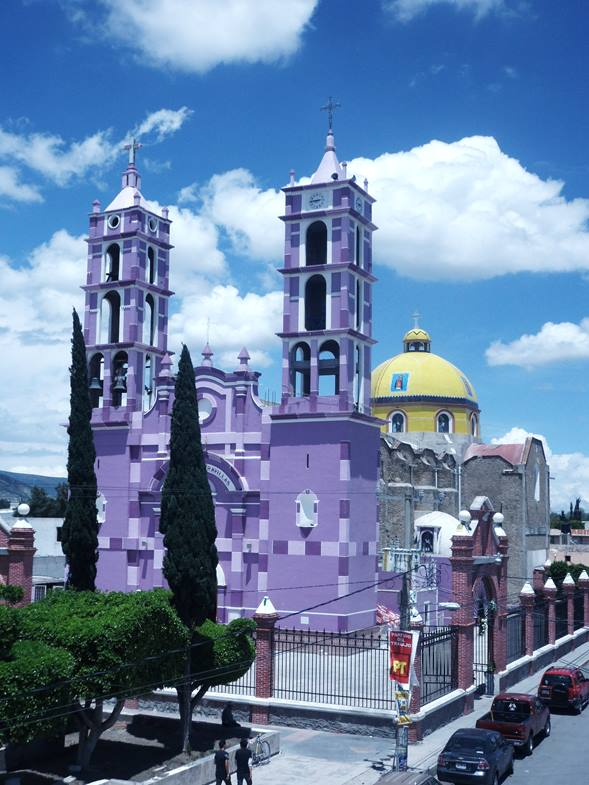
La actual parroquia Jesús de las Maravillas, con sus poco más de 36 metros de altura de sus torres, la posiciona en la iglesia más alta de la región.

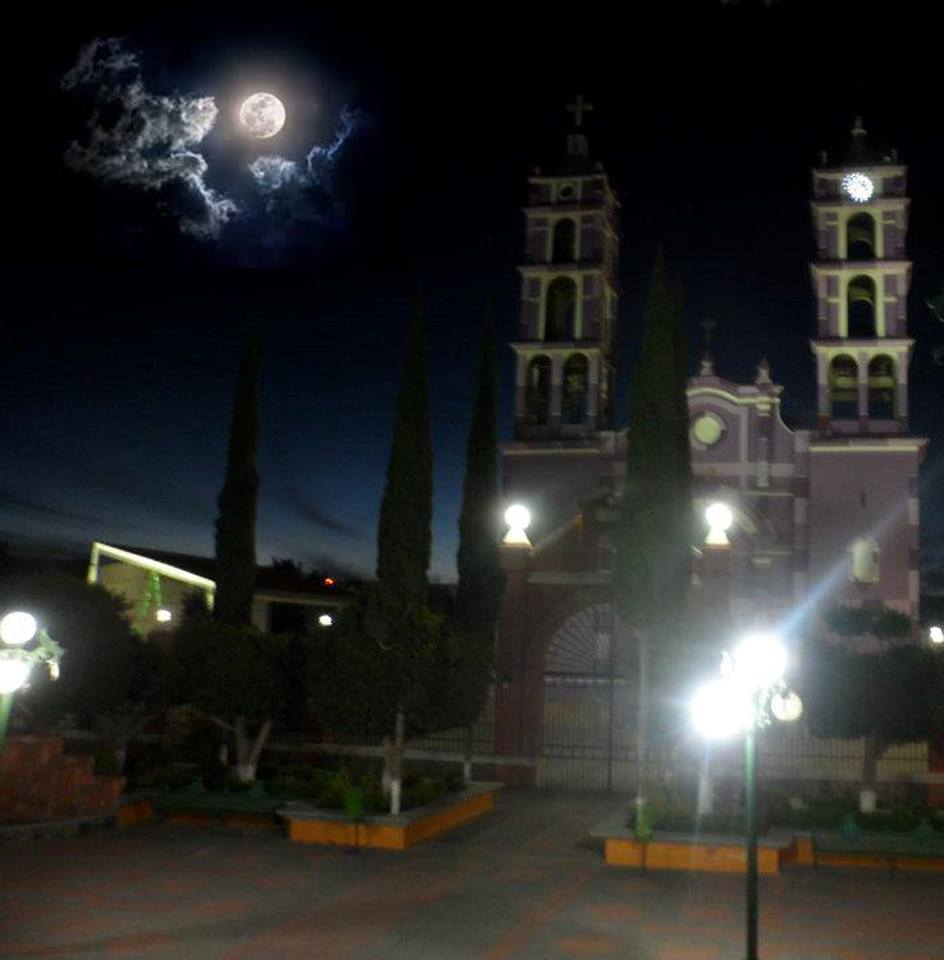
Vista nocturna de la Parroquia Jesús de las Maravillas, ubicada en la plaza principal de Palmarito Tochapan.

Jesús de las Maravillas, es el patrón de la parroquia que lleva su mismo nombre, la cual está ubicada en la plaza principal de Palmarito Tochapan. Su principal feria se lleva a efecto entre los meses de febrero o marzo; su fecha es movible, se unifica en torno a la Semana Santa, por ello la fiesta patronal es en vísperas del miércoles de ceniza. En ella, se llevan a cabo diversos eventos tanto profanos como religiosos así como cánticos y procesiones al Señor de las Maravillas.
De igual manera, otros eventos se conjugan entre sí para dar vida a esta fiesta popular como bandas de música, platillos típicos de las herencias gastronómicas de Puebla, así como juegos mecánicos y pirotécnicos, entre otros
Por otra parte, en el segundo trimestre del mes de agosto, de manera paralela se lleva a efecto la fiesta patronal en honor a Jesús Sacramentado, en Palmarito Tochapan. Sede de diversos eventos trascendentales como fiestas sagradas, así como paganas y religiosas. El templo de Jesús de las Maravillas es el sitio, por excelencia, donde se producen tales acontecimientos, especialmente de carácter religioso.
Los elementos más sobresalientes y llamativos de esta celebración son la secularidad y vistosidad de sus danzas, la más representativa es la danza de los Gracejos, hombres disfrazados de diversos personajes que se estremecen con el tronido de sus chirriones, que imitan tanto a mujeres como animales como figuras alegóricas en la que el pueblo confluye y convive la admiración de propios y extraños, cuya costumbre destaca como símbolo de nuestra preciosa cultura folclórica.
Esta fiesta patronal, por su parte, cuenta con una gran concurrencia y en ella confluyen frenéticos bailes, así como el palenque de gallos, eventos deportivos, los juegos mecánicos, el jaripeo y los bailes públicos que, se conjugan con la luminosidad de los fuegos pirotécnicos por las noches.

## Economía
Su actividad económica es, predominantemente, la agricultura que es uno de los sectores económicos más importantes de Palmarito, puesto que cultivan productos agrícolas que van desde las cosechas de coles, lechugas, zanahorias, cilantro, tomates y jitomates hasta productos básicos como maíz y fríjol, entre otros muchos productos agrícolas. Entre sus actividades productivas y comerciales Palmarito Tochapan sobresale en la rama agrícola con el cultivo de verduras y hortalizas, así como de granos y cereales.
La cría de ovinos, caprinos, bovinos, porcinos y aves de corral, además de productos agrícolas, son una de las bases económicas del pueblo de Palmarito Tochapan, así como el desarrollo de la industria como la corporativa de Cemento Cruz Azul, que fue fundada el 23 de marzo de 2007 bajo el nombre de CYCNA de Oriente, ubicada en entre los límites de Palmar de Bravo y Palmarito Tochapan, con la presencia del entonces Presidente de los Estados Unidos Mexicanos, el Lic. Felipe Calderón Hinojosa. Por otra parte, también se encuentra la manufactura y el comercio, entre otros.
El tianguis de la ciudad de Palmarito Tochapan, que es un mercado tradicional donde expenden frutas, verduras, especias y otros alimentos de la temporada, así como telas, ropa, medicamentos tradicionales o hierbas medicinales, flores, entre mucho otros productos desde alimentos y ropa, hasta electrodomésticos. Se ubica de manera semifija por algunas calles y avenidas en días designados por usos y costumbres, que son los días domingos y miércoles.

## Gastronomía
El famoso Mole Poblano es, entre otros, el platillo mestizo y tradicional más representativo de las fiestas del pueblo de Palmarito Tochapan y, a su vez, es el platillo principal que se disfruta con toda su gran variedad de ingredientes vertido sobre las piezas de guajolote y acompañado con arroz y tortillas de maíz. Platillo típico en el que converge, sin lugar a duda, tanta historia.  
Las memelas, así como las gorditas, son un exquisito platillo lleno de tradición y costumbre, cuyo ingrediente principal es la masa de maíz y el fríjol, así como sus salsas que lo acompañan, donde el comensal es movido, no por hambre, sino por antojo. Así, entonces, las memelas son un antojito mexicano tan popular que muestran una parte de nuestro contexto histórico, social y de cultura. Así como Quesadilla de Flor de Calabaza y Huitlacoche, Gorditas, Memelas y Tlacoyos de Fríjol, platillos de la cocina tradicional que forman parte de nuestra gastronomía poblana. 
El “Nopal Toro” se ha convertido en un platillo típico de la cocina popular regional y es característico por el ingrediente principal del Nopal Silvestre. Aunque su origen se desconoce, sus antecedentes se remontan a la época prehispánica y se le llama así en alusión a que cuando los toros están bravos les escurre la baba, entonces, se dice que el nopal esta bravo como el toro. 

Las cemitas poblanas son, sin lugar a duda, el sabor y sazón de toda nuestra rica herencia gastronómica poblana, se les pone aguacate, rebanadas delgadas de queso, hojas de pápalo y chiles al gusto. Estas son las clásicas cemitas, aunque también las hay de carnes frías, o de pollo, de pata de res, o milanesa. Por lo tanto, la cemita poblana es uno de los platillos típicos de nuestro estado y, a su vez, es uno de los platillos más representativos de nuestra gastronomía única y especial. 

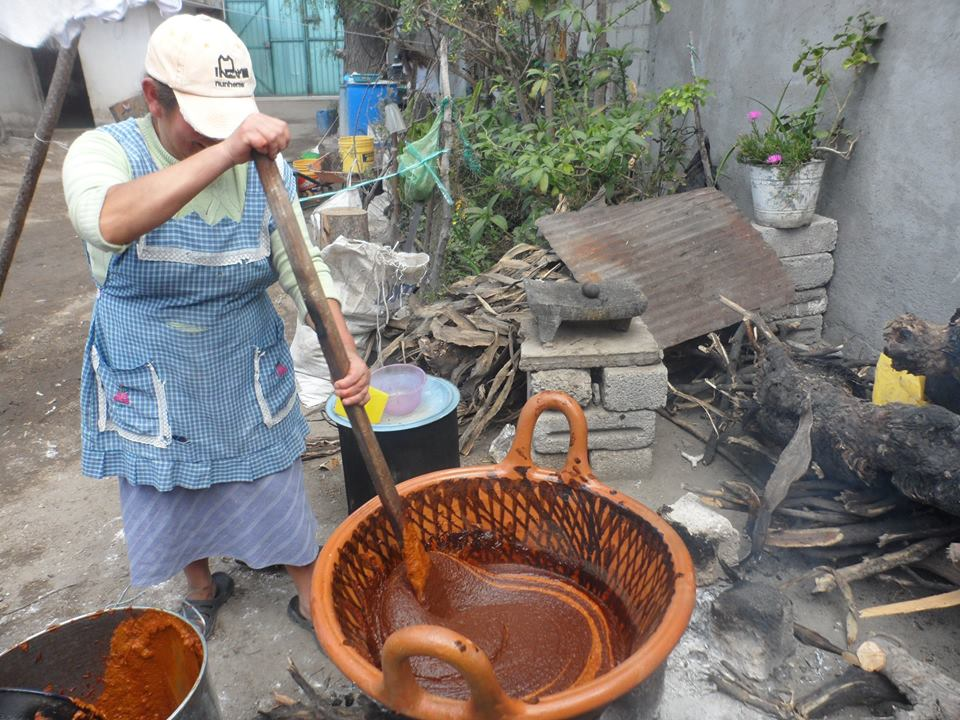
El Mole Poblano es, entre otros, el platillo mestizo y tradicional más representativo de las fiestas del pueblo de Tochapan.

Las carnitas y el chicharrón, así como todos los derivados del cerdo forman parte de la gastronomía típica de Palmarito Tochapan que, junto a un molcajete de salsa, ya sea roja o verde conforman el ritual tan íntimo para disfrutar en la búsqueda de sabores, sazón y riqueza, pues no solo es el platillo típico del domingo, sino de todas las fiestas, bodas y reuniones que, en contraste, se convierten en un marco lleno de una verdadera tradición.

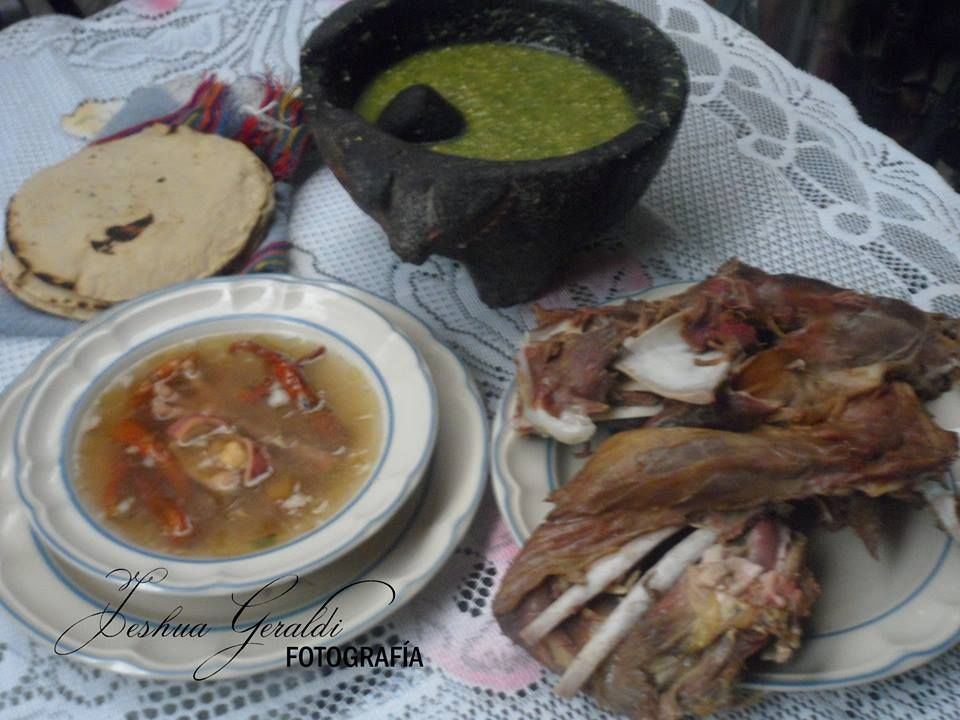
La barbacoa de borrego, así como el consomé, son un platillo tradicional de la gastronomía, no solo de Palmarito Tochapán, sino de todo el centro del país.

La Barbacoa, típica en su totalidad que, junto a una salsa de chiles secos (salsa borracha), pulque y tortillas del comal complementan esta receta tradicional que nos conecta con nuestro pasado, pues sin lugar a duda es un platillo puramente mestizo. Este método de cocción era utilizado por las culturas mesoamericanas para preparar carnes, pero no fue hasta que se dio el encuentro con los españoles que se integró el borrego, lo que hace de la barbacoa de hoyo un platillo mestizo pero, sin duda, muy nuestro.
Uno de los postres que se convierten en un exquisito ritual, es sin duda, los tradicionales buñuelos de la época decembrina, que es una masa de harina que se fríe en abundante aceite, acompañados con miel de piloncillo y canela. Estos buñuelos azucarados comúnmente se ofrecen en Navidad, y también en muchísimas festividades típicas mexicanas, como las ferias con motivos religiosos.

El mole de panza, 

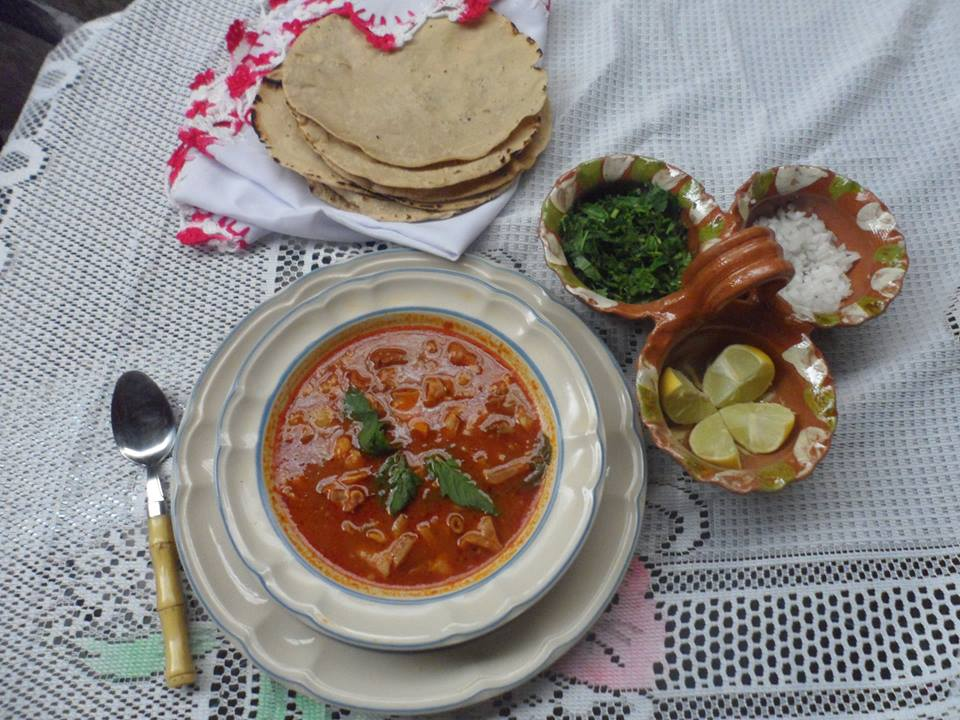
Mole de panza o menudo, cuyo caldo picante, suele acompañarse con tortillas recién hechas, además de un refresco o cerveza bien fría, especialmente, en casi todas las fiestas.

 también conocido con el nombre de menudo, es un platillo de gusto adquirido; este mole perteneciente al estado de Hidalgo es un caldo picante, elaborado con las vísceras del estómago del borrego como ingrediente principal, se conjuga, entre otros, el chile guajillo, jitomate, epazote y otros ingredientes que sazonan este típico platillo de la gastronomía Poblana.

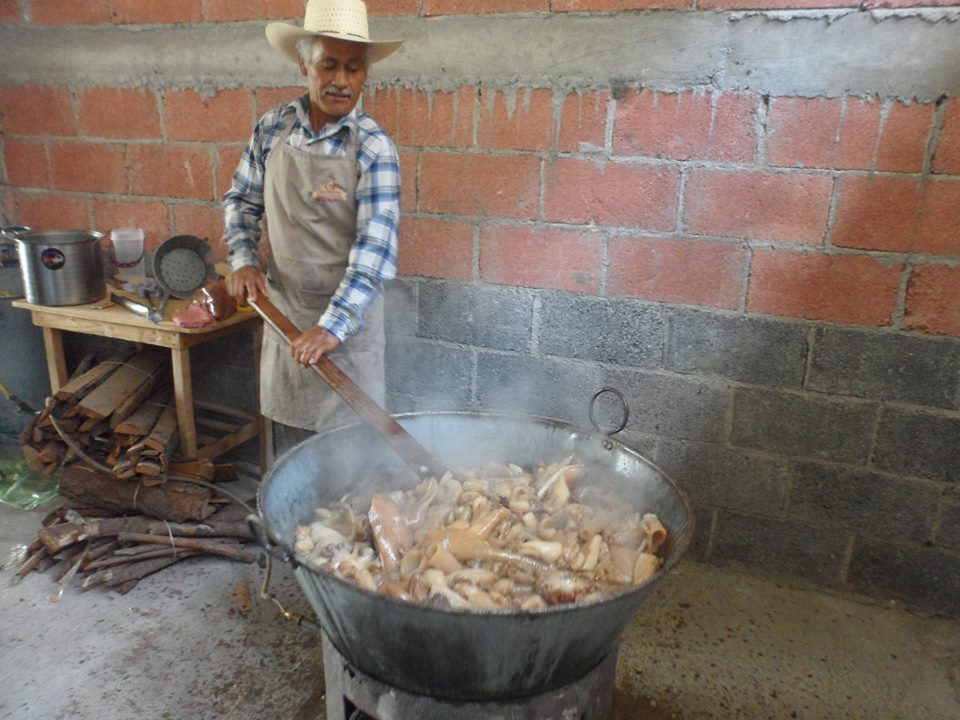
Las carnitas y el chicharrón, así como todos los derivados del cerdo forman parte de la gastronomía típica de Palmarito Tochapán.

Uno de los platillos típicos para conmemorar el aniversario del Grito de la Independencia es, sin duda, el pozole tanto blanco como rojo, así como tamales de rajas, salsa verde o roja, flautas, chalupas y memelas; además, de un guacamole picoso y adicional una salsa bandera o pico de gallo, entre muchos otros platillos que dan fin con un tequila tradicional.
Palmarito Tochapan tiene una amplia gama gastronómica, por lo tanto, no carece de tradición culinaria; así, entonces, los dulces típicos de la región son una lista interminable de los que destacan las frutas cubiertas o cristalizadas, chilacayote y calabaza, camote, higo y duraznos. Otros dulces son las cocadas, dulce de coco rallado; las alegrías, de amaranto, dulce típico de México de la semilla del huauzontle; los muéganos de Tehuacán, palanquetas de cacahuate, limones rellenos de coco, cacahuates garapiñados y galleta con piloncillo cubierta con oblea, entre muchos otros que, juntos se convierten en un verdadero ritual para el comensal. 
El tradicional pan de feria es símbolo de identidad cultural que, además de ser un ícono tlaxcalteca, es una delicia en las mesas de las familias que lo saborean; es indescriptible, simplemente no puedes privar a tu paladar de este gran placer culinario. 
El consumo del pulque lleva toda una tradición, así como una serie de rituales y maneras de tomarlo entre todas las clases sociales y, aquí en Palmarito Tochapán, en el ámbito rural sigue siendo una bebida tan popular. La figura del maguey, entonces, no solo se ve reflejada en el Tlachiquero, sino también en la esencia misma de nuestra tradición.

## Tradiciones y Costumbres

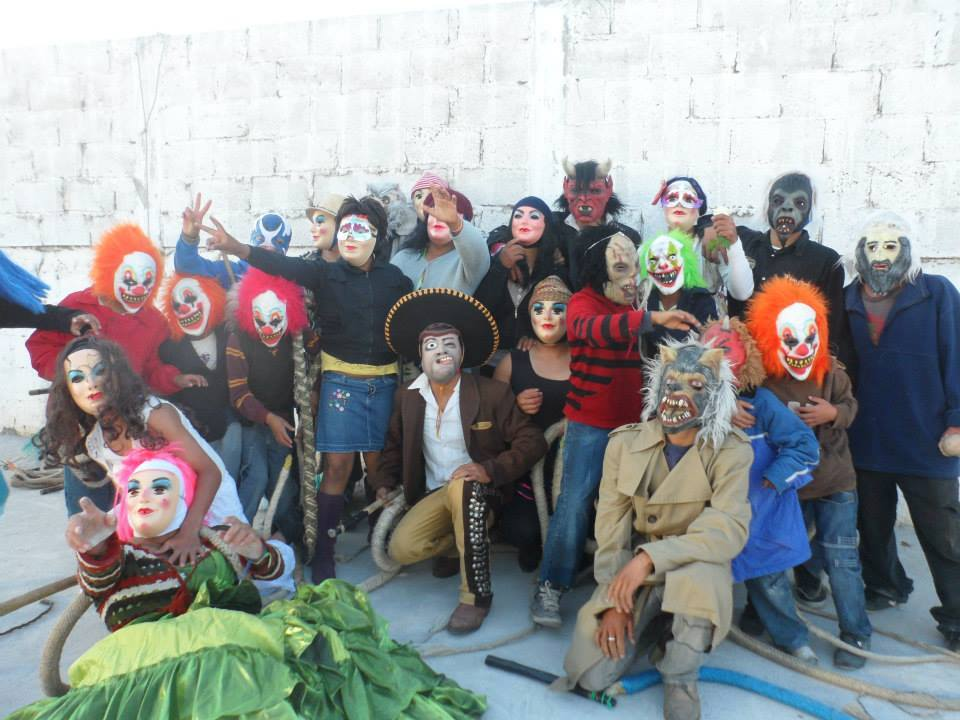
Los tradicionales "Gracejos", hombres disfrazados de diversos personajes, símbolo de nuestra preciosa cultura folclórica.

La procesión de Jesús de las Maravillas y de San Bartolomé en la ciudad de Palmarito Tochapan y San Bartolomé Coscomaya, respectivamente, es una de las más importantes de la población. Su culto se origina tras la celebración del 3 de mayo en honor a la Santa Cruz. En este desfile religioso se mezcla lo profano con lo sagrado, y las imágenes sagradas salen al exterior de los templos.
Desde la noche del 5 y hasta la noche del 6 de enero, las familias acostumbran cenar la tradicional Rosca de Reyes, no solo aquí en Palmarito Tochapan, sino en toda la República Mexicana, que trae dentro varios muñequitos de plástico que simbolizan al Niño Dios; cada persona corta un pedazo y quien lo encuentre, invita los tamales y el atole el próximo 2 de febrero, día de La Candelaria.
La danza de los Gracejos es, entre otros, la más representativa de las fiestas populares y, sobre todo, de las tradiciones y costumbres de Palmarito Tochapan, cuya tradición es ver hombres disfrazados de diversos personajes que se estremecen con el tronido de sus chirriones, que imitan tanto a mujeres y animales como figuras alegóricas en la que el pueblo confluye y convive la admiración de propios y extraños, cuya costumbre destaca como símbolo de nuestra preciosa cultura folclórica. Nuestras más notables expresiones culturales, alrededor de la figura de los gracejos, personajes característicos por su espíritu festivo y el humor con el cual apuestan por reflejar la realidad.
Feria Patronal Jesús de las Maravillas, evento social, económico y cultural que se produce anualmente en la plaza mayor del mismo. Esta feria se lleva a efecto entre los meses de febrero o marzo; su fecha es movible, se unifica en torno a la Semana Santa, por ello la fiesta patronal es en vísperas del Miércoles de Ceniza. 

## Historia
La actual parroquia Jesús de las Maravillas, fue construida y modifica entre los siglos XX y XXI, y substituyó a la anterior que existió en lo que hoy es el atrio. Los contratiempos a lo largo de esos años permitieron numerosas modificaciones a la traza original del plano. Con sus poco más de 36 metros de altura de sus torres, la posiciona en la iglesia más alta de la región. Está enriquecida en obras de Pintura al óleo, de temas bíblicos de gran calidad artística, así como sus decorados bañados en oro. Asimismo, la Cúpula en el templo Jesús de las Maravillas construida en 1984, fue decorada y cubierta con talavera poblana, que es un tipo de mayólica típica del Estado de Puebla.

El templo de Jesús de las Maravillas fue construido el 17 de noviembre de 1929, cuya remodelación empezó a partir de 1984, pero no fue sino hasta 1987 cuando terminó dicho cambio de la obra arquitectónica. No obstante, con el correr de los años ha tenido diversas transformaciones tanto internas como externas que, incluso en la actualidad sigue sufriendo constantes cambios.

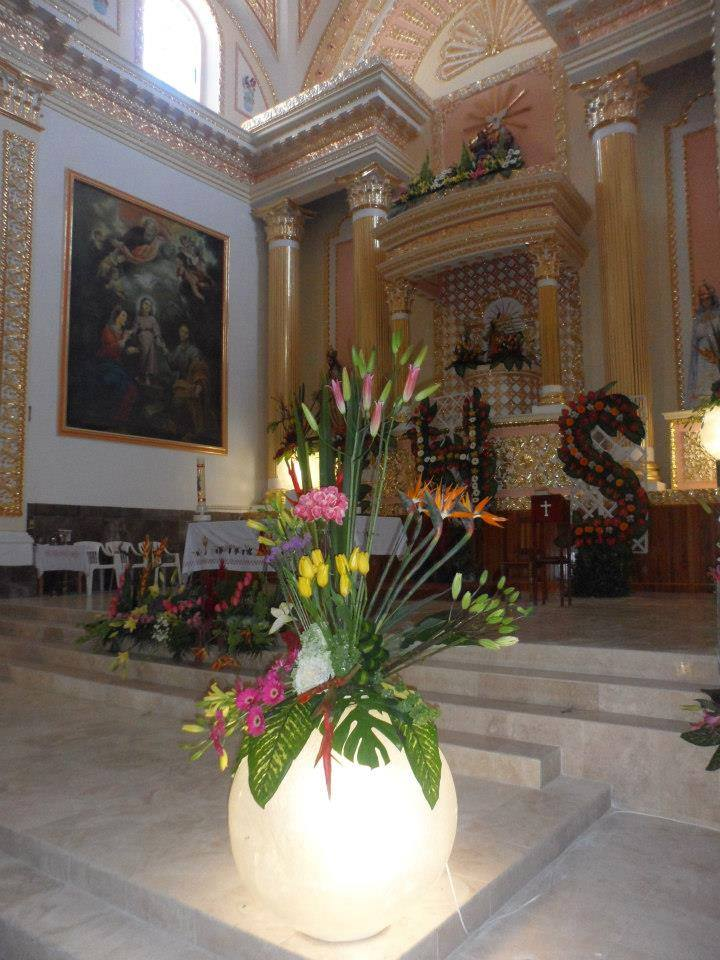
Altar mayor de la parroquia Jesús de las Maravillas, cubierto en oro laminado de 23 quilates bajo el «estilo barroco romano».

La Parroquia Jesús de las Maravillas es sede de diversos acontecimientos religiosos, y uno de los edificios más representativos de la ciudad, no solo por sus torres, sino porque tiene una gran historia.
El camino real, hoy camino nacional fue sin lugar a duda escenario de grandes sucesos históricos. Paralelamente continua la permanencia del ejército francés hacia el 2 de mayo de 1862, cuyas tropas francesas encabezadas por el general Lorencez marcharon por este viejo camino con rumbo a la toma de la Ciudad de Puebla.

## Turismo
La Parroquia Jesús de las Maravillas, una de las joyas arquitectónicas de la población, protegida bajo las leyes del Instituto Nacional de Antropología e Historia (INAH). Está enriquecida en obras de Pintura al óleo, de temas bíblicos de gran calidad artística, cuyas obras pertenecen al pintor Juan García, pintadas alrededor de 1984, así como sus decorados bañados en oro.

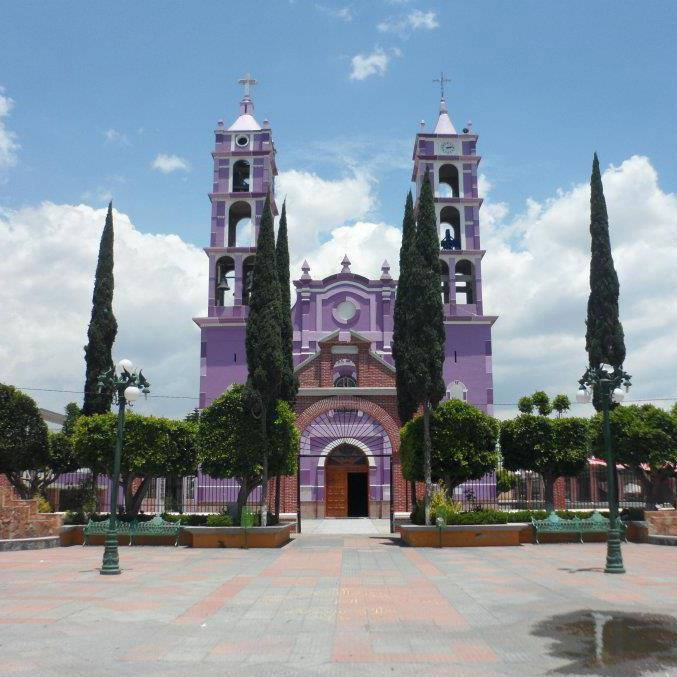
La Parroquia Jesús de las Maravillas, sede de diversos acontecimientos religiosos.

Otro de los inmuebles de atractivo turístico son, sin duda, las haciendas como la ex-hacienda Coscomaya, que tendieron un puente entre la producción agrícola y la economía de Palmarito Tochapan desde el siglo XIX hasta principios del XX. La hacienda Coscomaya, ubicada en San Bartolomé Coscomaya, forma parte de la historia de Tochapan y surge a partir de la conquista española, pasando por el periodo virreinal, por el primer periodo de la vida independiente y su época de oro, para llegar a las postrimerías de la Revolución Mexicana.

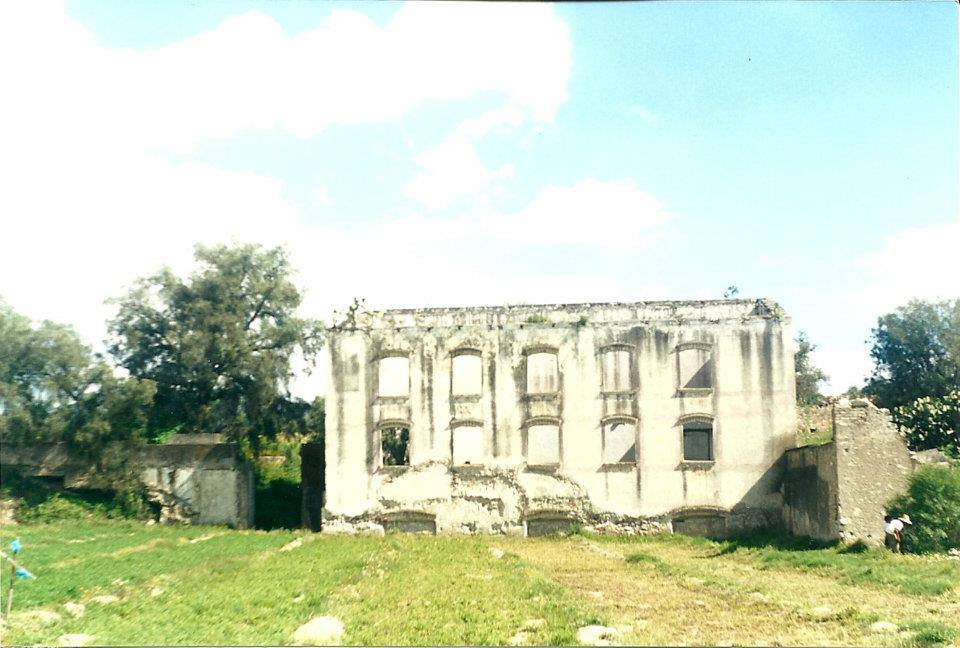
Vista de las ruinas de la exhacienda Coscomaya, ubicada en San Bartolomé Coscomaya, al norte de la población.

## Comunicaciones

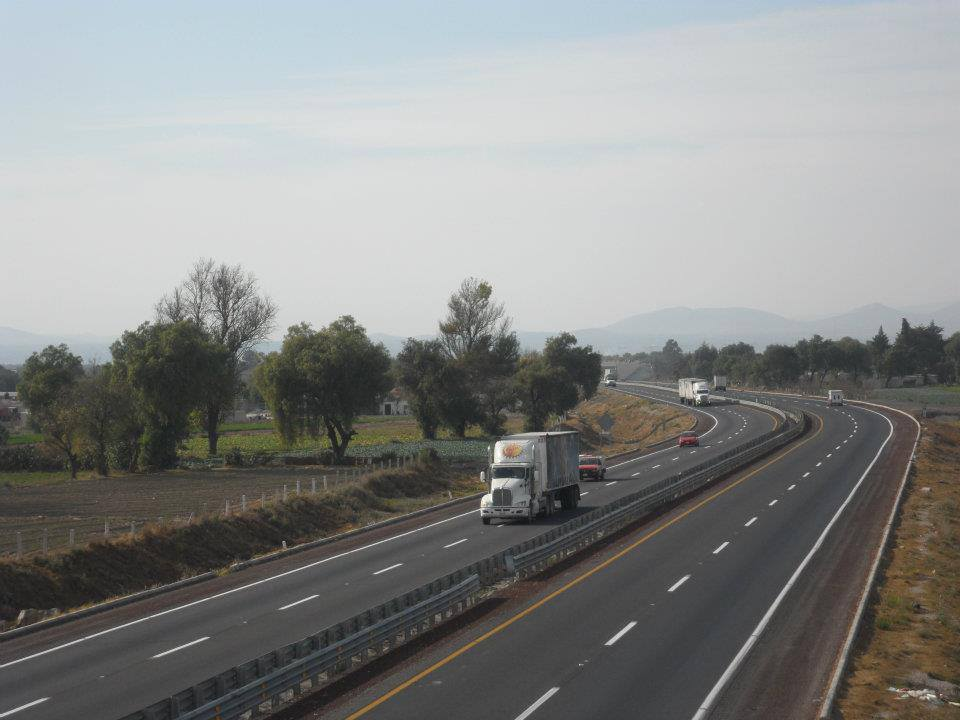
Para visitar Palmarito Tochapán puede llegar por 2 vías de comunicación: la Carretera Federal 714 y la autopista de peaje Puebla-Orizaba, kilómetro 185.

Para visitar Palmarito Tochapan puede llegar por 2 vías de comunicación: la Carretera Federal 714 y la autopista Puebla-Orizaba, kilómetro 191.
La Autopista Puebla -Orizaba Kilómetro 191, está a 2200 metros de altitud y ha sido un puente de comunicación de gran importancia. Con el paso del tiempo, ha determinado que Palmarito Tochapan tenga en los últimos tiempos el mayor número de habitantes, superando incluso al municipio.

## Religión

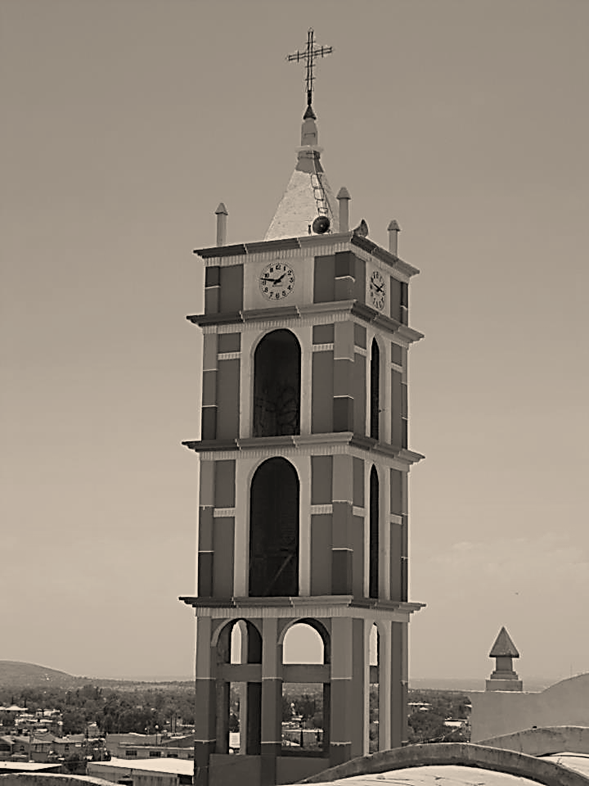
Torre del templo de Jesús de las Maravillas

Los habitantes de Palmarito Tochapan profesan el Catolicismo, que es una de las principales religiones, vertiente que ha logrado ganar más adeptos con más del 96% de creyentes de la población, seguida por algunos protestantes que se dividen en un 4% de la población.

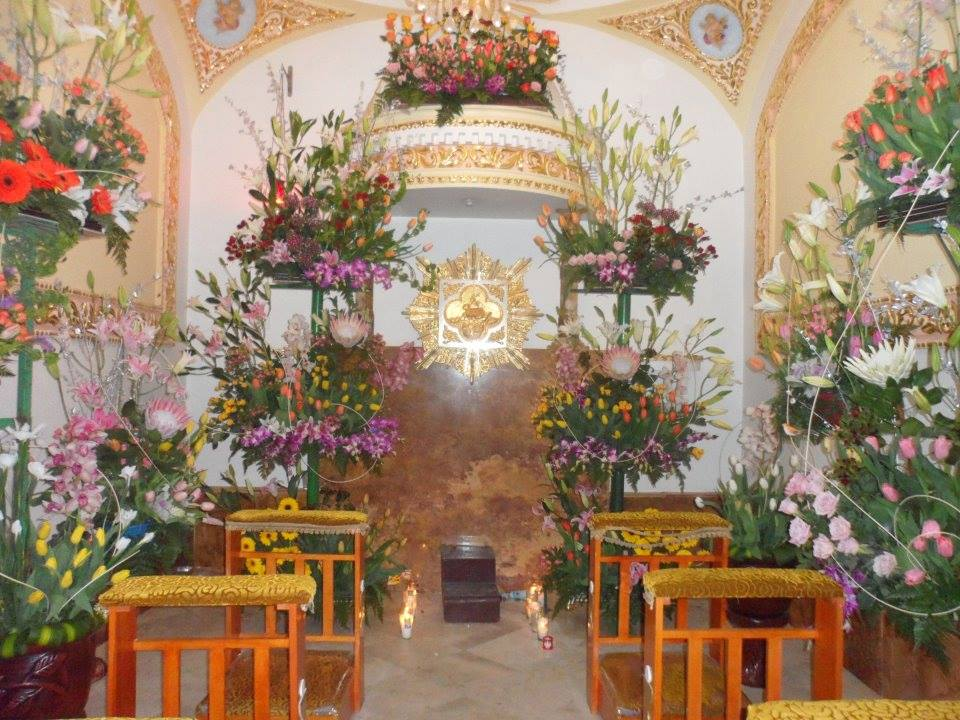
Sagrario o tabernáculo mayor de la parroquia Jesús de las Maravillas con decoración «estilo barroco romano».

## Salud

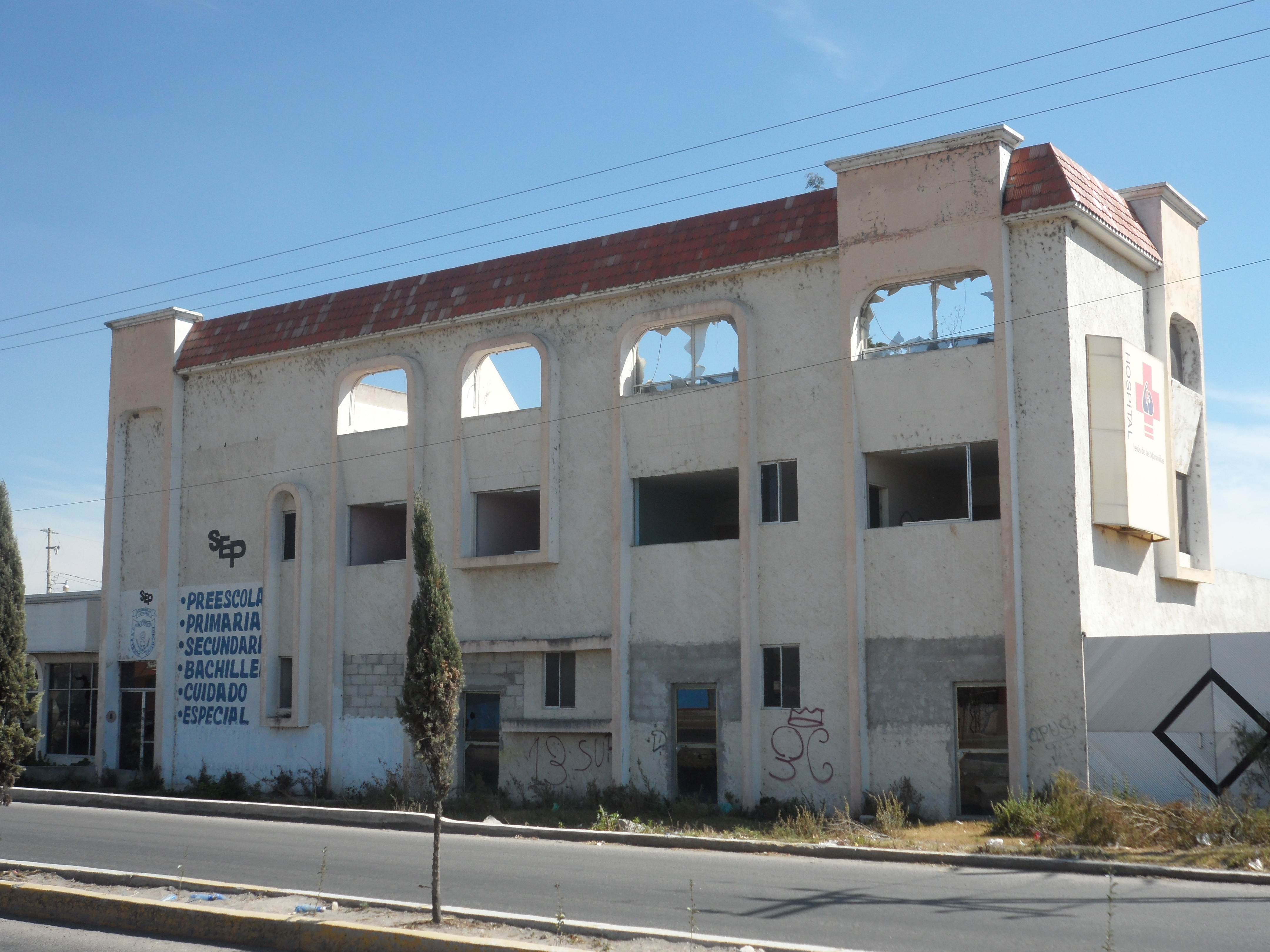
Ex hospital Jesús de las Maravillas

Cuenta con unidades médicas en servicio, una de ellas pertenece a la Secretaría de Salud (SSA) que proporciona servicios del sector salud a los habitantes de la población.
En este contexto, la UBR (Unidad Básica de Rehabilitación) desempeña un papel importante en la salud pública de la población, donde recae mayor énfasis en niños y otros grupos concretos. No obstante, en la última parte del siglo XX el exhospital Jesús de las Maravillas, representó una esperanza de vida mayor a los sectores de la población, cuyas instalaciones y servicios finalizaron en la última década de los 90's.

## Educación
La Escuela Primaria Aquiles Serdán imparte una educación básica del turno matutino, por una parte y Sede de la Escuela Primaria Vicente Lombardo Toledano del turno vespertino, por otra.

El Bachillerato Oficial General José María Morelos y Pavón, 

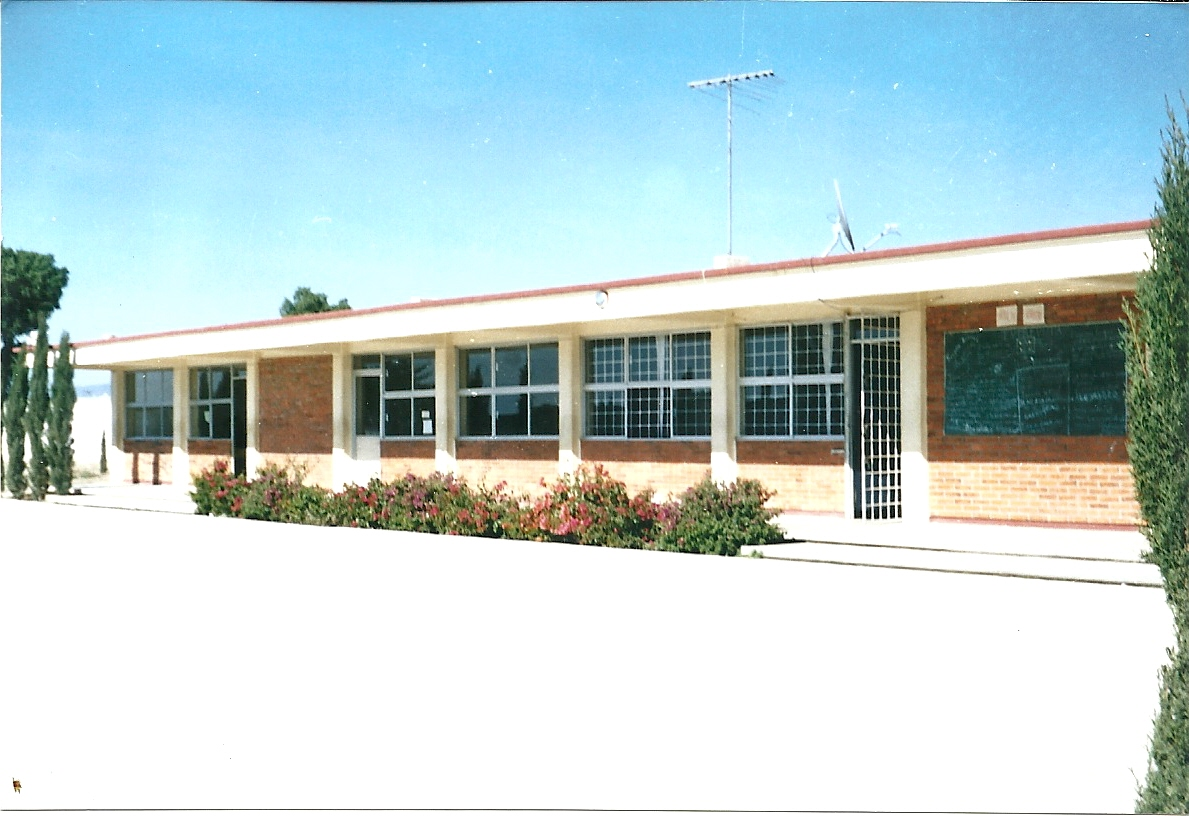
Bachillerato José María Morelos y Pavón

imparte la educación media superior con dependencia de la Secretaria de Educación Pública (SEP) así como la coordinación de la Corde 09 del municipio de Tepeaca.
El Preescolar Juan Rodríguez Puebla, imparte, en su sistema general, una educación básica en horario matutino.

Escuela Secundaría Artículo Tercero, ubicada en 11 sur Núm. 4 de Palmarito Tochapan, Pue. Imparte la educación básica como tal (secundaría general), asimismo, está controlada bajo un control público (federal transferido). Su fundación se llevó a cabo en el año de 1983, por las iniciativas del profesor Sergio Cainas Cruz, pues para 1981 se contaba solamente con una Secundaria Particular.

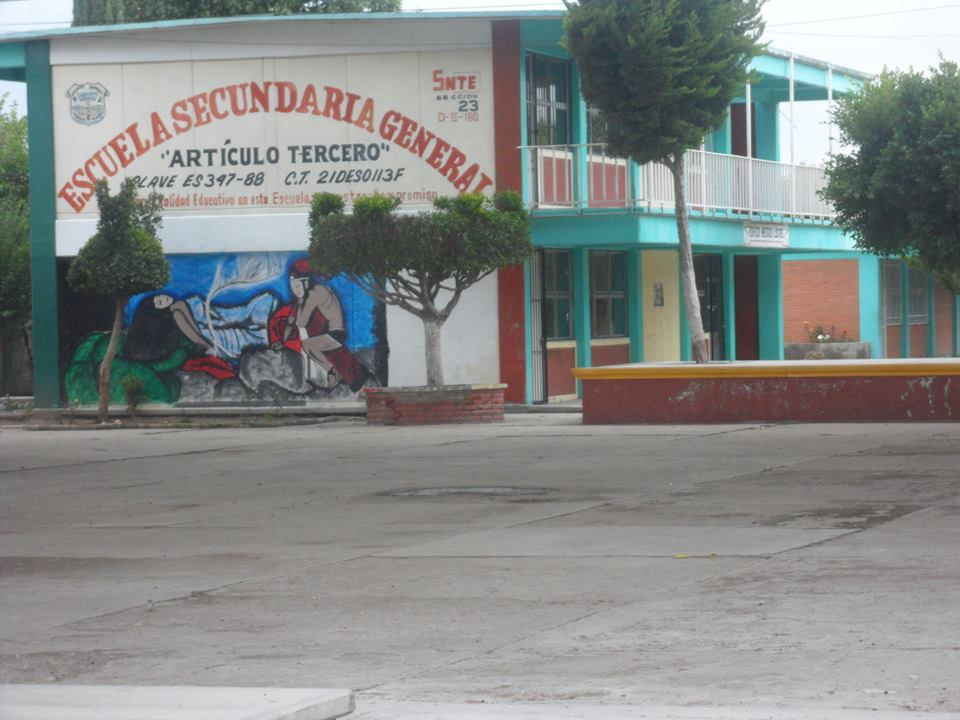
Escuela Secundaría Artículo Tercero, ubicada en 11 sur Núm. 4 de Palmarito Tochapan, Pue.

El Colegio Centro Palmarito DIF (Sistema Estatal Para El Desarrollo Integral De La Familia). Es una Escuela de educación básica preescolar situada aquí, en Palmarito Tochapan. Con dirección en: Avenida Hidalgo S/N.
El Colegio Justo Sierra Méndez, cuya escuela primaria imparte una educación básica en horario matutino.
El Preescolar Miguel Hidalgo, imparte una educación básica del desarrollo integral de los niños.
La Escuela Primaria Mtro. Raúl Isidro Burgos, imparte una educación básica como tal, y tiene sus instalaciones en Ruiz Cortines Núm. 3 de Palmarito Tochapan.
El Colegio Palmarito DIF (Sistema Estatal Para El Desarrollo Integral De La Familia). Preescolar de la enseñanza básica como tal. Se ubica En: dirección: 13 oriente núm. 208, Palmarito Tochapan.
El jardín de niños Rufino Tamayo, que imparte una educación básica y es de control público (federal transferido).
Secundaria comunitaria barrio de San Juan, imparte, como tal, una educación básica a los sectores de la comunidad (secundaria comunitaria), y es de control público (organismo descentralizado de la secretaria de educación pública). Se ubica en el Barrio de San Juan.
El Colegio El Sabino (Sistema Estatal Para El Desarrollo Integral De La Familia). Preescolar de la educación básica como tal. Se ubica en: 9 poniente, núm. 9 (7 sur Y 9 sur), Palmarito Tochapan.
Escuela Primaria Lic. Benito Juárez de carácter público que imparte una educación básica. Dirección: avenida Cuauhtémoc s/n, Palmarito Tochapan.
Preescolar Niños Héroes De Chapultepec (Sistema Estatal Para El Desarrollo Integral De La Familia). Preescolar de la educación básica.
El Colegio Palmarito Tochapan DIF (Sistema Estatal Para El Desarrollo Integral De La Familia). Preescolar con una educación básica para los sectores de la población.
El Colegio San José, DIF (Sistema Estatal Para El Desarrollo Integral De La Familia). Preescolar de la educación básica. Dirección: Privada 6 Poniente S/N Palmarito Tochapan (Municipio: Quecholac, Estado: Puebla)

## Barrios
Barrio de la Virgen del Carmen, referida comúnmente como Barrio del Carmen, es una de las diversas advocaciones de la Virgen María, cuyas fiestas religiosas y profanas se llevan a cabo el 16 de julio, celebrando su onomástica el día de la fiesta de esta Virgen.

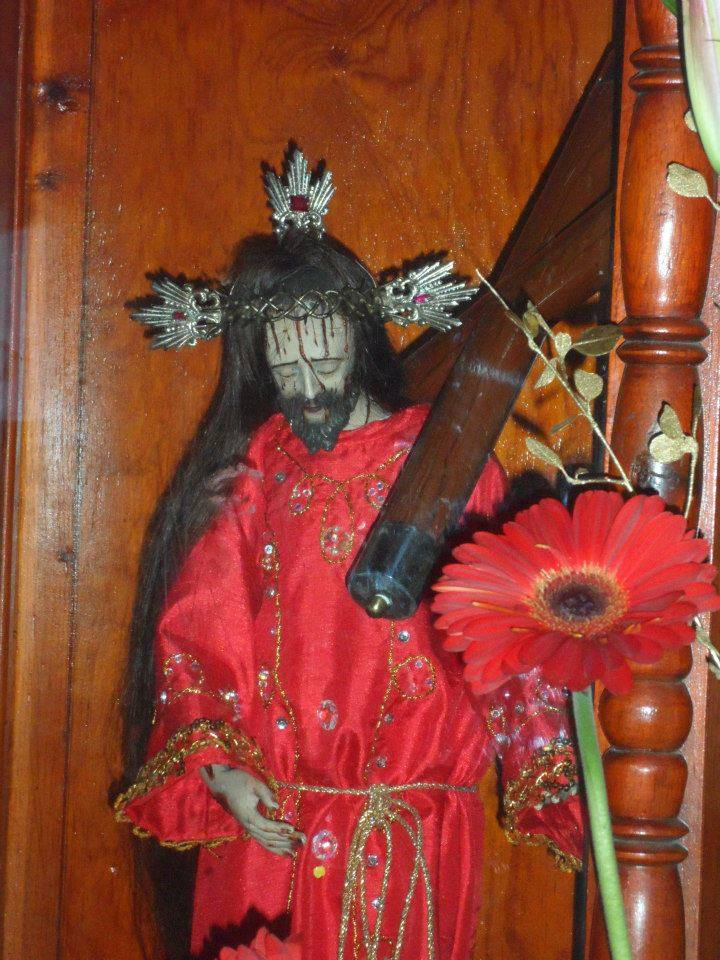
Jesús de las Maravillas

Barrio de San Francisco de Asís, cuya adoración se celebra el 4 de octubre en el barrio del mismo nombre. Los feligreses, por su parte, conmemoran en honor con la procesión del Santo Patrón San Francisco de Asís, la cual es seguida con mucha devoción por sus habitantes.
Barrio de San Antonio de Pauda, cuya celebración se realiza el 13 de junio, sus habitantes realizan misas, procesiones y danzas, desde un día antes la capilla es adornada con flores. Cabe señalar la instalación de una feria popular, así como la venta de antojitos propios de la región que, en frenéticos bailes se conjugan entre los fuegos artificiales que dan fin al ritual religioso en alusión al santo.
Barrio de las Cruces, o también llamada Cruz de Mayo, cuya fiesta religiosa tiene lugar el 3 de mayo. La celebración de la Santa Cruz inicia en los albores, generalmente, por gremios involucrados en la construcción, como los albañiles. La celebración inicia con la colocación de una cruz, adornada con flores y papel, en una parte alta y visible de la construcción. Continúa con una fiesta con comida típica de la región, cerveza, tequila, mezcal, y otros derivados de la fermentación en el lugar donde se desarrolla la obra.
Barrio de La Inmaculada Concepción de María, cuya solemnidad se lleva a cabo el 8 de diciembre. Esta fiesta nos hace meditar sobre la inefable belleza del alma de María y, también, sobre la belleza de toda alma santificada por la gracia redentora de Cristo. Durante esta jornada los católicos acostumbran a asistir al oficio de la misa, como un domingo.
Barrio del Sabino. Su feria, se lleva a efecto una semana después tras concluir la Semana Santa, entre los meses de marzo o abril.
Barrio de San José, cuya fiesta religiosa se efectúa el 19 de marzo. A San José Dios le encomendó la inmensa responsabilidad y privilegio de ser esposo de la Virgen María y custodio de la Sagrada Familia. Es por eso el santo que más cerca está de Jesús y de la Stma. Virgen María.
Barrio de San Juan Bautista, cuya festividad se realiza el 24 de junio con rosarios, misas, danzas y procesiones. Cabe destacar el adorno a la iglesia, así como el arreglo de San Juan Bautista, quien representa el patrono de este barrio. En el aspecto profano se hacen bailes populares. Las actividades inician antes del 24 de junio y se prolongan varios días después de la fecha del onomástico. En cuanto a los alimentos que se consumen en estas fiestas, están las carnitas, el mole poblano, barbacoa entre otras comidas típicas de la región.
Barrio de Guadalupe, ubicada en Ejido Palmarito. Cuya fiesta sagrada y profana se conmemora hacia el 12 de diciembre

## Población

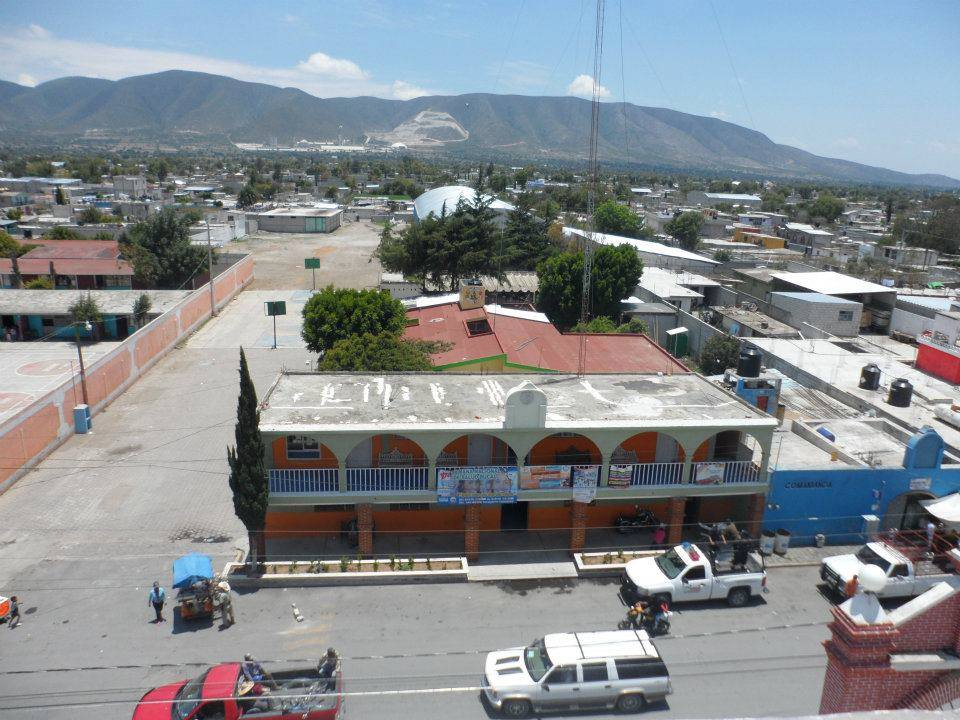
Vista panorámica de la presidencia auxiliar de Palmarito Tochapan

En la actualidad, su población tiene un total de 27, 679 habitantes, posee una de las mayores densidades de población en el curso superior al municipio. Es la única junta auxiliar de la cabecera municipal con mayor concentración demográfica, superando incluso al propio municipio.